# Hypodematium crenatum
Hypodematium crenatum är en ormbunkeart. Hypodematium crenatum ingår i släktet Hypodematium och familjen Hypodematiaceae.

## Underarter
Arten delas in i följande underarter:
- H. c. crenatum
- H. c. loyalii
- H. c. mehrae
- H. c. tiwanae